# Oliver Turvey
Oliver Jonathan Turvey (Penrith, 1 de abril de 1987) é um automobilista britânico que correu na Fórmula E entre 2015 e 2022, com passagens pelas equipes NEXTEV TCR e NIO 333. Atualmente é piloto reserva e conselheiro esportivo da equipe de Fórmula E DS Penske, e piloto de testes e desenvolvimento da equipe de Fórmula 1 Williams.

## Biografia
Nascido em Penrith, cidade localizada no condado de Cúmbria, Oliver Jonathan Turvey é filho de Andrew Turvey, entusiasta do automobilismo, e possui uma irmã chamada Lucie. Oliver frequentou a Queen Elizabeth Grammar School e se graduou na Fitzwilliam College, estudando Engenharia. No final de 2007, ele se candidatou para se tornar um Cambridge Full Blue, a maior honraria que pode ser concedida a um esportista na universidade. Ele concluiu seu bacharelado em 2008 e foi premiado com o Full Blue pela universidade; o primeiro piloto de corrida a receber o prêmio. Seu mestrado incluiu uma dissertação sobre a aerodinâmica de F1.

## Carreira

### Anos iniciais
Em 2005 ele disputou a Formula BMW RenaultD. Era considerado um notável corredor de kart, com dois títulos nacionais, e em 2006, foi vice-campeão da Fórmula BMW Britânica, embora tenha disputado três rodadas a menos que o campeão Niall Breen, o que o coroou como o vencedor da McLaren Autosport BRDC Award. Em 2008, foi vice-campeão da Fórmula 3 Inglesa, desbancando nomes como Brendon Hartley, Sergio Pérez e Marcus Ericsson, mas ficando atrás de Jaime Alguersuari. Sua carreira foi apoiada pela Racing Steps Foundation. Em 2009, foi quarto colocado da Fórmula Renault 3.5 Series, com uma vitória e cinco pódios.

### GP2
Disputou a temporada 2009-10 da GP2 Asia Series, vencendo uma vez e sendo o sexto colocado, com dezessete pontos. Em 2010, foi para a GP2 Series, correndo pela iSport International ao lado de Davide Valsecchi e obteve uma pole e quatro pódios, sendo o sexto colocado com 47 pontos. Em 2011, correu quatro provas na Asia Series com a Ocean Racing Technology, sem pontuar em nenhuma delas, e disputou a rodada de Mônaco da GP2 pela Carlin, substituindo Mikhail Aleshin, mas também não pontuou, embora tenha feito um 14º lugar na corrida 1 e um 8º lugar na corrida 2, resultados que o colocaram em 25º lugar, acima de Aleshin e de outros pilotos que correram em tempo integral, como Jolyon Palmer, no campeonato de pilotos.

### Fórmula 1
Turvey se tornou piloto de testes da McLaren em 2009, com quem ficou por quinze anos. Em janeiro de 2025, foi anunciado que ele havia deixado a McLaren para se juntar à Williams como piloto de testes e desenvolvimento.

### Corridas de resistência
Turvey disputou a European Le Mans Series em 2013 com a Jota Sport ao lado de Simon Dolan, sendo terceiro colocado. No mesmo ano, fez sua primeira participação nas 24 Horas de Le Mans, sendo vencedor da prova em 2014, pilotando um Zytek-Nissan V8 da Equipe Jota Sport na categoria LMP2, ao lado dos também ingleses Simon Dolan e Harry Tincknell. No ano seguinte, foi segundo colocado na LMP2, correndo na Jota ao lado de Dolan e Mitch Evans.

### Fórmula E

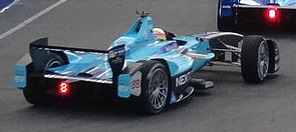
Turvey no ePrix de Punta del Este de 2015

Em 18 de junho de 2015, foi anunciado que Turvey havia sido contratado pela equipe NEXTEV TCR Formula E Team para a disputa das duas últimas rodadas da temporada inaugural da Fórmula E, sendo parceiro de Nelsinho Piquet, campeão daquela temporada. Seus dois nonos lugares o ajudaram a permanecer competindo com esta equipe na Fórmula E na temporada seguinte, em uma nova parceria com Piquet.
Turvey pontuou em três das dez etapas, tendo um sexto lugar em Pequim como melhor resultado, e ficou em 14º lugar, com onze pontos, três a mais do que seu companheiro de equipe Piquet. A dupla seguiu para 2016–17, e o ponto alto de Turvey foi a Super Pole conquistada no ePrix da Cidade do México. Mas ele abandonou essa prova, assim, seu melhor resultado ficou sendo um sexto lugar na corrida 1 de Nova Iorque, com Turvey terminando em 12º, uma posição abaixo de seu companheiro Piquet, com 26 pontos.
Para 2017–18, sua equipe passou a se denominar NIO Formula E Team e Turvey ganhou a companhia de Luca Filippi. Turvey disputou todas as rodadas, exceto a última, e foi nessa temporada que ele conquistou seu maior resultado, um segundo lugar no ePrix da Cidade do México. Pontuou em seis provas e foi o décimo colocado, com 46 pontos.

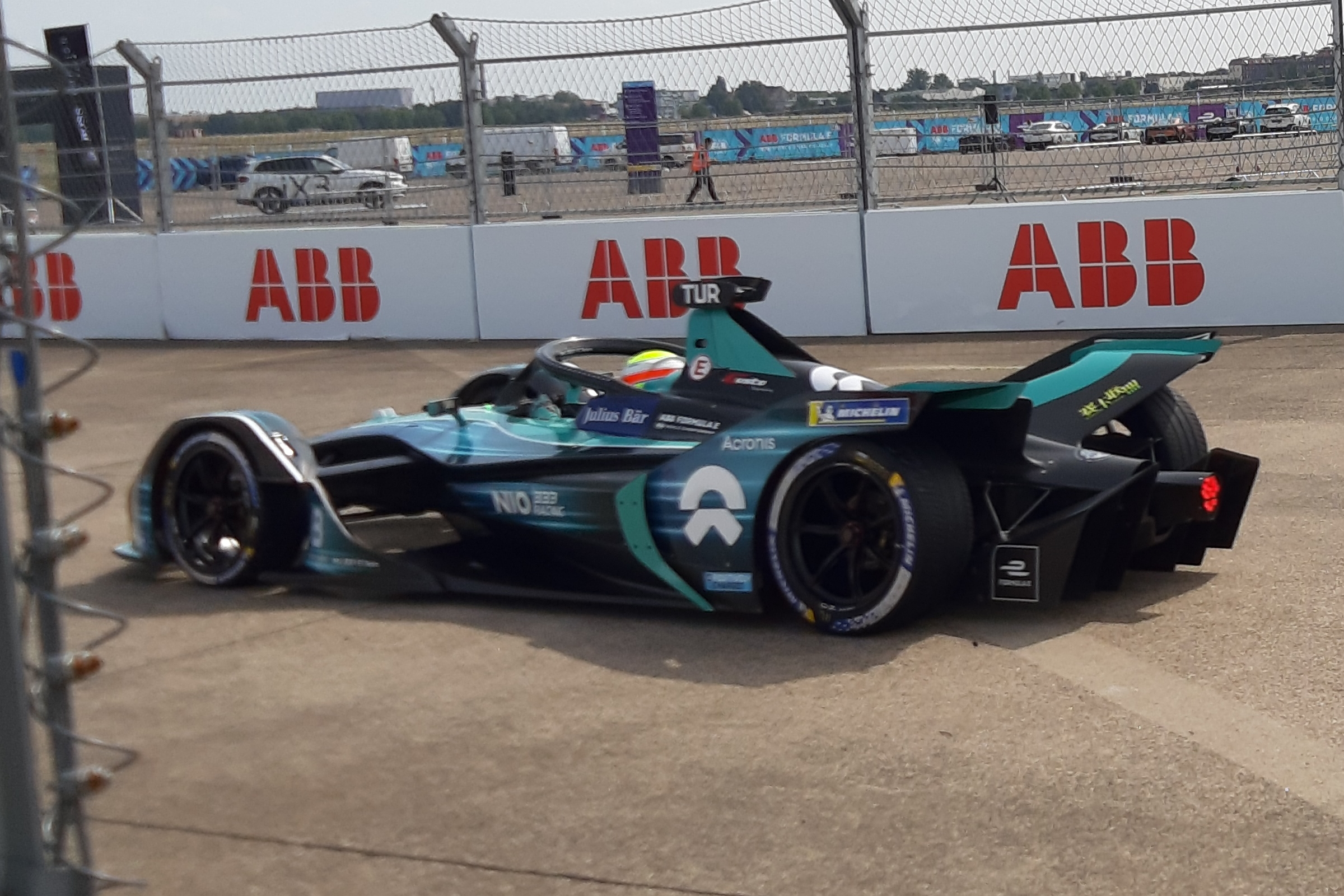
Turvey no ePrix de Berlim de 2021

Em 2018–19, passou a ser companheiro de Tom Dillmann. Não foi um bom ano para a equipe, que passou longe de brigar por pódios, embora Turvey tenha sido o único piloto da NIO a pontuar. Ele alcançou o Top-10 em 3 das 13 provas, com seu melhor resultado sendo um oitavo lugar em Santiago. Com isso, Turvey foi o vigésimo colocado, com sete pontos. Na temporada 2019–20, a equipe passou a se denominar NIO 333 FE Team, e Turvey começou o ano sendo parceiro de Ma Qing Hua, com este sendo substituído por Daniel Abt na metade da temporada. Turvey não pontuou nenhuma vez durante o ano, sendo o 24º colocado. Em 2020–21, Turvey viu a chegada de Tom Blomqvist para ser seu novo companheiro. Seus melhores momentos foram na rodada dupla de Daria, em que ele foi o décimo na corrida 1 e o sexto na corrida 2. Turvey pontuou novamente na corrida 2 de Valência e encerrou o ano em vigésimo terceiro, uma posição acima de Blomqvist, com 13 pontos.
Para a temporada de 2021–22, a NIO 333 contratou Dan Ticktum para ser o novo companheiro de Turvey. A equipe só pontuou em uma prova, a corrida 2 do ePrix de Roma, em que Turvey foi o sétimo colocado e Ticktum foi o décimo. Além de ter pontuado mais que o compatriota, Turvey também chegou mais vezes à frente dele (11 x 3) e abandonou apenas uma prova, enquanto Ticktum abandonou três vezes. Mesmo assim, a NIO 333 o manteve para 2022–23, contratando Sérgio Sette Câmara para ser seu substituto.
Após disputar oito temporadas consecutivas na Fórmula E, em novembro de 2022, foi anunciado que Turvey havia sido contratado pela equipe DS Penske como seu piloto reserva e conselheiro esportivo para a temporada de 2022–23. Ele permaneceu com a equipe nos mesmo cargos para a temporada seguinte.